# Gaio Giulio Iullo (console 482 a.C.)
Gaio Giulio Iullo, in latino Gaius Iulius Iullus (fl. V secolo a.C.), è stato un politico romano del V secolo a.C.

## Biografia
Figlio dell'omonimo personaggio che fu console nel 489 a.C., ma che fu omesso nel testo dello storico Tito Livio, è il primo membro della celebre gens Iulia menzionato in maniera specifica dallo stesso Tito Livio quando fu eletto console nel 482 a.C. con Quinto Fabio Vibulano.
In quell'anno gli Equi ripresero le armi contro Roma ed espugnarono e saccheggiarono Ortona, mentre i veienti continuavano con le loro scorribande in territorio romano. I due consoli mossero l'esercito contro la città di Veio, ma poiché i veienti non ne uscivano, si limitarono a razziarne le campagne.
Probabilmente è padre dell'omonimo Gaio Giulio Iullo, con cui spesso è confuso, che nel 451 a.C. venne nominato decemviro.